# Vocală mijlocie anterioară rotunjită
| [ø̞]      |
| Audio: ▶ |

În fonetică, vocala mijlocie anterioară rotunjită este un tip de sunet vocalic folosit în unele limbi vorbite. Simbolul acestui sunet în Alfabetul Fonetic Internațional este [ø]. Același simbol este folosit și pentru vocala semiînchisă anterioară rotunjită. Această ambiguitate este permisă deoarece nu există nici o limbă care să distingă fonemic cele două vocale. Atunci cînd se dorește diferențierea între vocala [ø] mijlocie și cea semiînchisă, varianta mijlocie se marchează cu semnul diacritic care indică deschiderea suplimentară a unei vocale, astfel: [ø̞].
În limba română acest sunet se folosește foarte rar, în cuvinte împrumutate din limbi precum franceza și germana: bleu /blø/, loess /løs/, pasteuriza /pas.tø.ri'za/, goethean /gø.te'an/. El mai apare sub formă de semivocală și în cuvinte cu diftongul scris eo, ca de exemplu vreo sau pleosc, care se pronunță de fapt [vrø̯o] și [plø̯osk]. Această particularitate a pronunției diftongului românesc eo a fost observată pentru prima dată de lingvistul suedez Alf Lombard.

## Pronunție
- Este o vocală mijlocie, adică pronunțată cu o deschidere a gurii intermediară între o vocală închisă și una deschisă, mai precis între o vocală semiînchisă și una semideschisă.
- Este o vocală anterioară, adică articulată în partea dinainte a cavității bucale.
- Este o vocală rotunjită, adică se pronunță cu participarea activă a buzelor, care formează o deschidere circulară.

## Exemple în alte limbi
- Maghiară: öl [ø̞l] (a omorî)
- Finlandeză: tyttö [tytːø] (fată)
- Turcă: göz [gʲø̞z] (ochi)